# Hnilčík
Hnilčík este o comună slovacă, aflată în districtul Spišská Nová Ves din regiunea Košice. Localitatea se află la altitudinea de 608 m deasupra n.m., se întinde pe o suprafață de 22,23 km2 și în 2017 număra 559 de locuitori.

## Istoric
Localitatea Hnilčík este atestată documentar din 1315.

## Demografie
| An:                | 1994 | 2004   | 2014   | 2024   |
| ------------------ | ---- | ------ | ------ | ------ |
| Număr de persoane: | 490  | 520    | 547    | 535    |
| Diferență:         |      | +6,12% | +5,19% | −2,19% |

| An:                | 2023 | 2024   |
| ------------------ | ---- | ------ |
| Număr de persoane: | 548  | 535    |
| Diferență:         |      | −2,37% |